# الأحجار العجيبة
الأحجار العجيبة مسلسل رسوم متحركة كندي من إنتاج استديوهات نيرد ونيلفانا انترتيمنت . تم عرض المسلسل لأول مره في 5 أغسطس 2006 واستمر عرضه حتى 23 سبتمبر 2008 . تمت دبلجة المسلسل للغة العربية وتم عرضه على قناة ام بي سي 3 .

## القصة
هذه السلسلة هي مغامرات أ ربعة محاربين في معر كتهم ضد الشر جدول اللانهاية. و بمساعدة الحراس الأقوياء، أبطالنا يذهبون للقتال من أ جل الحفاظ على مستقبل أرادوس. في خدمة الشعب من ر ادوس، إنهم يشكلون خط الدفاع الأخير في مواجهة قوى الشر التي تهدد الإ ستيلاء على السلطة.

## الشخصيات
سيث: رئيس المدافعين di-جاتا. الرئيسي هو قصير الصبر في المعركة، وهو ما يجذب أ حيانا ً في مشكلة وهو طماع جدا.
حارسه اسمه كراكوس ولنا أن هذا الأخير بين الحياة والموت وأنقذه الحارس السابق أب (سيث), ثم صار اسمه أومنيكراك.
ميلوسا (يطلق عليها ميل): إ نها تحب الموسيقى والغناء ميلوسا هي لطيفة وترى دائما ً الجانب الإيجابي للأ مور. حارسها: درايكور، تنين الجليد، في الموسم 2, يمكنها أن تندمج تلقائيا ً معه.
إريك: إ نه يخاف من الحشرات والحيوانات الأخرى كما أنه أ خ (كارا). و كثيرا ً ما أمسكت به فخاخ وتقنيات، بما فيها تلك لريون.
حارسه: روبوتوس، روبوت آلي يتخذ عدة أشكال.
كارا: أ صغر المدافعين di-جاتا وتعتبر من أكثر الفئات ضعفا ً لأ نها ليس لها سوى 12 سنة ونصف شقيقها هو إريك . إ نها ترتدي أ حذية لأنها معاقة. حارسها: v-موث، يعسوب عملاقة.
آ دم: إ نه لص ؛ ويتعامل بلطف مع ميلوسا. والديه قتلوا على يد براكوس ويظن أ ن هذا الأخير هو والده. حارسه: فايرفوكس، ثعلب.
(ريان): اصغر المدافعين di-جاتا مع كارا (عمره 13 سنة). ريان يظهر فقط في موسم 2 (و الحلقة الأخيرة من موسم 1). إ نه يحب المزاح، السذاجة, و يحاول تحقيق أهدافه. ريان يحب إغاظة إريك والمغازلة قليلا مع كارا. إ نه وطني من أجل مكافحة الشر إلى جانب المدافعين حيث أ نه يمكنه الحصول اعلى شكل يمكنه ان يقضي على الإثوس الأشرار بضربة واحدة، ولكنه لا يمتلك هذا الشكل وهو تظهر في أكثر لحظاته غضبا، حتى أنها يمكن أن تؤذي أصدقائه. حارسه: أرفنجوس، أضخم أسد.

## روابط خارجية
- Di-Gata Defenders Official Site (Archive.org copy)
- الأحجار العجيبة على موقع IMDb (الإنجليزية)
- الأحجار العجيبة على موقع ميتاكريتيك (الإنجليزية)
- الأحجار العجيبة على موقع كينوبويسك (الروسية)
- الأحجار العجيبة على موقع قاعدة بيانات الفيلم (الإنجليزية)